# Ferrocarril Transandino S.A.
Ferrocarril Trasandino S.A. es una empresa constituida en el Perú. Es la actual concesionaria de la vía férrea del Ferrocarril del Sur que suman un total de 980 kilómetros de vía divididos en los tramos Sur y Sur Oriente. Es propiedad, al igual que la operadora PERURAIL  SA de la familia Sousa y la Fundación Central.

## Historia
El 19 de julio de 1999, el Estado Peruano otorgó en concesión a Ferrocarril Trasandino la vía férrea del Ferrocarril del Sur siendo la encargada de administrar la infraestructura ferroviaria. La operación de los ferrocarriles se daría por parte de la empresa PeruRail. En función de este contrato, se ocupa del mantenimiento del material rodante, vía férrea, estaciones y puentes, señalización y sistema de telecomunicaciones. En función de ello, Ferrocarril Trasandino inició sus operaciones en septiembre de 1999.